# École des hautes études en santé publique
Die École des hautes études en santé publique (EHESP) mit einem Campus in Rennes und Paris soll französische und internationale Fachkräfte im Bereich der öffentlichen Gesundheit ausbilden. Es ist eine „Grande école“. EHESP beschäftigt 90 Vollzeitprofessoren und hat 1300 Studenten (ohne die 7000 Schulungsteilnehmer).
Die Schule wurde 1945 gegründet und ist eine Grand établissement.

## Berühmte Lehrer
- Gerhard Igl (* 1947), deutscher Jurist und ehemaliger Hochschullehrer an der Christian-Albrechts-Universität zu Kiel